# Powiat Konecki
Der Powiat Konecki ist ein Powiat (Kreis) in der polnischen Woiwodschaft Heiligkreuz. Der Powiat hat eine Fläche von 1139,9 Quadratkilometern, auf der etwa 84.000 Einwohner leben.

## Gemeinden
Der Powiat umfasst acht Gemeinden, davon drei Stadt-und-Land-Gemeinden und fünf Landgemeinden.

### Stadt-und-Land-Gemeinden
- Gowarczów
- Końskie
- Radoszyce
- Stąporków

### Landgemeinden
- Fałków
- Ruda Maleniecka
- Słupia
- Smyków